# Koszykówka na Letniej Uniwersjadzie 1989
Koszykówka na Letniej Uniwersjadzie 1989 – zawody koszykarskie rozgrywane podczas Letniej Uniwersjady 1989 w Duisburgu. W programie znalazła się jedna konkurencja – turniej mężczyzn. Rywalizacja mężczyzn odbyła się po raz czternasty w historii letnich uniwersjad.
W turnieju mężczyzn najlepsza okazały się, Stany Zjednoczone, które wyprzedziły Związek Radziecki. Trzecią pozycję zajęła Republika Federalna Niemiec.

## Klasyfikacje medalowe

### Wyniki konkurencji
| Konkurencja:     | 1. miejsce        | 2. miejsce | 3. miejsce |
| Turniej mężczyzn | Stany Zjednoczone | ZSRR       | RFN        |

### Klasyfikacja medalowa państw
| Nr | Państwo           |   |   |   | Ogółem |
| -- | ----------------- | - | - | - | ------ |
| 1. | Stany Zjednoczone | 1 | 0 | 0 | 1      |
| 2. | ZSRR              | 0 | 1 | 0 | 1      |
| 3  | RFN               | 0 | 0 | 1 | 1      |